# Lee Blackburn
Ryan James (sinh ngày 1 tháng 10 năm 1985) là một cầu thủ bóng đá người Anh thi đấu cho câu lạc bộ tại Isthmian League Division One North Maldon & Tiptree. Vị trí sở trường của anh là ở cánh phải, nhưng anh có thể chơi ở tiền vệ trung tâm hoặc hậu vệ phải.
Blackburn gia nhập Crawley Town năm 2005 từ Cambridge United, nơi anh có 3 lần ra sân ở League Two, trước đó từng thi đấu cho học viện Chelsea và Norwich City.